# Rhymney
Rhymney,  en gallois : Rhymni, est à la fois une ville et une communauté dans le comté de  Caerphilly, en Galles du Sud. La localité se trouve dans les limites historiques du Monmouthshire. Avec les villages de Pontlottyn, Fochriw, Abertysswg, Deri et New Tredegar, Rhymney fait partie de la «Upper Rhymney Valley », autorité unitaire locale  du Conseil du comté de Caerphilly. 
En tant que communauté, Rhymney comprend les villes de Rhymney, Pontlottyn, Abertysswg, Butetown et Twyncarno.
Rhymney est connu en dehors du Pays de Galles grâce à la chanson "The Rhymney Bells", l'adaptation musicale d'un poème d'Idris Davies.

## Histoire

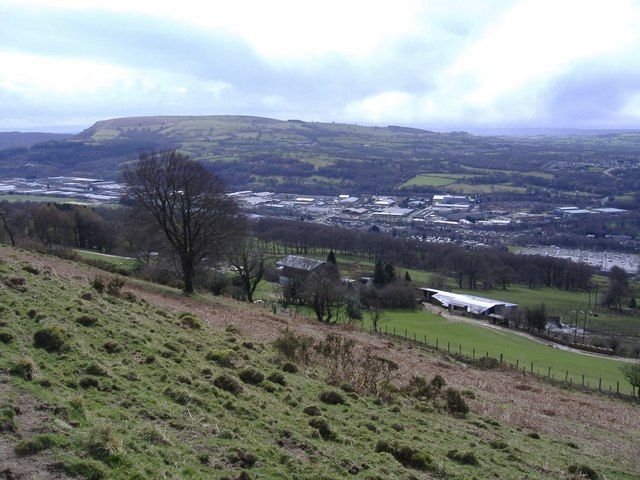
La vallée de la Rhymney.

La campagne autour de la Rhymney actuelle était très différente au début du XVIIe siècle. Une nouvelle paroisse de Bedwellty avait été formée en 1624 couvrant la division inférieure du Wentloog Hundred, dans le comté de Monmouth, un district vallonné entre la rivière Rumney, à l'ouest, et le Sirhowey à l'est. 
La haute vallée de Sirhowy à cette époque était une vallée naturelle bien boisée, composée de quelques fermes et de petites usines de fer occasionnelles où le minerai de fer et le charbon ont été naturellement produits ensemble. Plus tard, il a contenu les chapelles de Rhymney et Tredegar, ce dernier étant connu comme un bourg. Ce n’est que dans les années 1750 que l’industrialisation a commencé avec la création de la Sirhowy Iron Works. C'est à partir de cette période pastorale pré-industrielle que le Buccaneer Henry Morgan est né vers 1635 - le fils aîné de Robert Morgan, un fermier vivant à Llanrhymny, aujourd'hui connu sous le nom de Rhymney à trois miles de Tredegar. En gallois, la signification originale de « Llan » est « terrain clos ».
La ville a été fondée avec l'établissement de l'Union sidérurgique en 1801, la Rhymney Iron Company étant plus tard créée à la suite d'une fusion entre les usines métallurgiques Bute and Union Ironworks en 1837. Les usines sidérurgiques utilisaient du coke local, du minerai de fer et du calcaire. À partir du milieu du XIXe siècle, des fosses de charbon à vapeur ont été creusées au sud de la ville. La sidérurgie a fermé en 1891 et au début du XXe siècle, les houillères du secteur employaient presque toute la population locale.

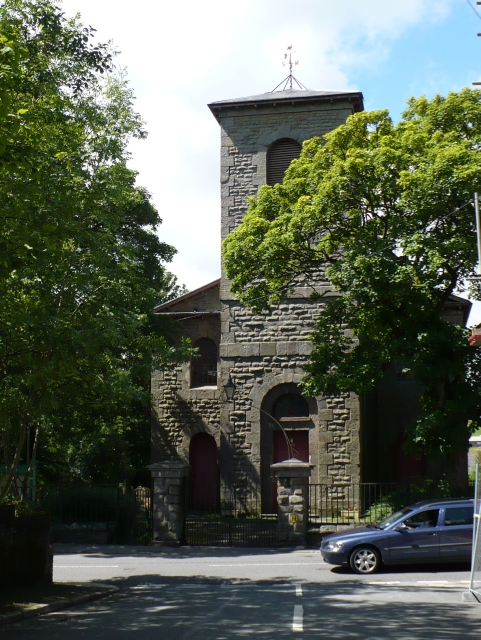
L'église St David.

L'église paroissiale de Rhymney est un bâtiment classé Grade II construit dans le style néoclassique. Elle a été construite par l'architecte Philip Hardwick de Londres sur commande d'Andrew Buchan qui était le directeur de la brasserie locale de Rhymney entre 1838 et 1858.
Le bâtiment a été classé en 1990, il est l'un des exemples les plus « intéressants » de l'architecture néoclassique dans le sud du Pays de Galles. Andrew Buchan lui-même est enterré dans les voûtes de l'église, sa mémoire est conservée par une plaque dans la nef. La paroisse est parfois visitée par des passionnés du travail de Hardwick qui s'intéressent aux bâtiments néoclassiques de ce type. [citation nécessaire]
L'histoire de Rhymney est décrite dans « Rhymney Memories », un livre du Dr Thomas Jones (en). Jones est né en ville et sa fille, la politicienne Eirene White du Parti travailliste, a plus tard obtenu le « titre » de Baronne Blanche de Rhymney.

## Enseignement
L'école secondaire de la ville, Rhymney Comprehensive, concerne les localités de Fochriw, Pontlottyn et New Tredegar. Il existe également une école primaire de langue galloise à Rhymney.
En 1999, Ystrad Mynach College a lancé son campus jumeau à Rhymney pour desservir la partie supérieure de la vallée de Rhymney sous le nom de The College Rhymney. Le College de Rhymey a connu une croissance rapide depuis son ouverture avec plus de 700 étudiants inscrits à ses cours pour l'année universitaire 2007–2008.

## Transports
La gare de Rhymney est sur la Rhymney Line. Un viaduc ferroviaire a été construit par la société Rhymney Railway en 1857 pour desservir les aciéries créées en 1854. L'ouvrage a été conçu par l'ingénieur anglais Joseph Cubitt (1811–1872) ; il a ouvert à la circulation en 1858.

## Personnalités
- Idris Davies (1905–1953). Le célèbre poète gallois est né à Rhymney[5]. Après avoir quitté l'école à  l'âge de 14 ans, il a travaillé comme mineur dans les fosses voisines d'Abertysswg et Rhymney Mardy[5]. Après avoir participé à l'échec de la grève générale de 1926, Davies a déménagé à Londres où il a été enseignant dans différentes écoles[5].

Quatre volumes de sa poésie ont été publiés de son vivant : « Gwalia Deserta » (1938), « The Angry Summer: A Poem of 1926 » (1943), Tonypandy and other poems(1945) et Selected Poems(1953). Il est retourné vivre à Rhymney en 1947 où il est mort d'un cancer le 6 avril 1953.
- Cornelius Lundie (1815-1908), directeur général et ingénieur de la Rhymney Railway[6]. Pendant plus de 40 ans, jusqu'à quelques années avant son décès, il a été directeur-conseil de la société et a exercé activement ses fonctions sous le Cefn On ou Caerphilly mountain. En tant qu'ingénieur, il a conçu et construit de nombreuses extensions du système ferroviaire et des élargissements de la ligne principale, y compris un tunnel à double sens sous le Cefn On (la montagne de Caerphilly) et un viaduc en maçonnerie de sept travées sur la rivière Taff , en plus de nouveaux magasins locomotive à Caerphilly et d'autres travaux. Il avait 93 ans lorsqu'il est décédé en 1908 , il est considéré comme le  directeur de chemin de fer le plus âgé de son époque.

- Dr Thomas Jones CH (1870–1955), professeur, fonctionnaire, administrateur et auteur est également né à Rhymney[7]. Après avoir quitté l'école à 14 ans, il est devenu commis à la Rhymney Iron and Steel Works[7]. Il a été admis à l'University College of Wales d'Aberystwyth en 1890 puis a émigré à l'Université de Glasgow en 1890[7]. Entre 1904 et 1905, il a donné des conférences en Irlande et à son retour au Pays de Galles en 1910, il est devenu secrétaire de la Campagne nationale galloise contre la tuberculose[7]. Il a été nommé secrétaire de la National Health Insurance Commission (Pays de Galles) en 1912 et transféré à Londres en 1916 en tant que secrétaire adjoint du cabinet, devenant finalement secrétaire adjoint[7]. Il a subi une grave chute à son domicile du Kent en juin 1955. Il est décédé dans une maison de retraite privée le 15 octobre 1955[7].

Parmi les personnes nées à Rhymney figurent :
- John D. Reese, entraineur de la Ligue majeure de baseball ;
- Tom James, membre du syndicat international de rugby du Pays de Galles, le  Wing ;
- W. John Morgan, professeur, commissaire aux bourses du Commonwealth et président de la Commission nationale du Royaume-Uni pour l'UNESCO[8].

## Organisations
- Williams Medical Supplies Ltd, l'un des plus grands employeurs de Rhymney.

- Rhymney Silurian Male Choir,  formé en 1951 pour renouveler la tradition du chant masculin à Rhymney[9]. Au cours de son histoire, le chœur a remporté quatre titres Eisteddfod  et recueilli des fonds pour des organisations caritatives[10].

## "The Bells of Rhymney"
Rhymney est connu en dehors du Pays de Galles en raison de la chanson "The Bells of Rhymney" de  Pete Seeger, chanteur folk. Les paroles de la chanson sont tirées d'un poème d'Idris Davies ; le poème a été publié pour la première fois dans l'anthologie de Davies de 1938 « Gwalia Deserta ». Le poème a été inspiré par l'échec de la grève générale de 1926 au Royaume-Uni et par la catastrophe de Marine Colliery du 1er mars 1927,. En plus de Rhymney, le poème fait référence aux cloches de Merthyr, Rhondda, Blaina,  Caerphilly, Neath, Brecon, Swansea, Newport, Cardiff et la Wye Valley,.
La chanson a été reprise par un certain nombre de chanteurs dont Judy Collins, Cher, The Alarm, The Ian Campbell Folk Group, John Denver, Robyn Hitchcock, Oysterband et Ralph McTell,. L'interprétation la plus connue de la chanson est sans doute celle enregistrée par le groupe américain the Byrds pour son album de 1965 Mr. Tambourine Man.